# Evangelische Kirche (Wolfershausen)

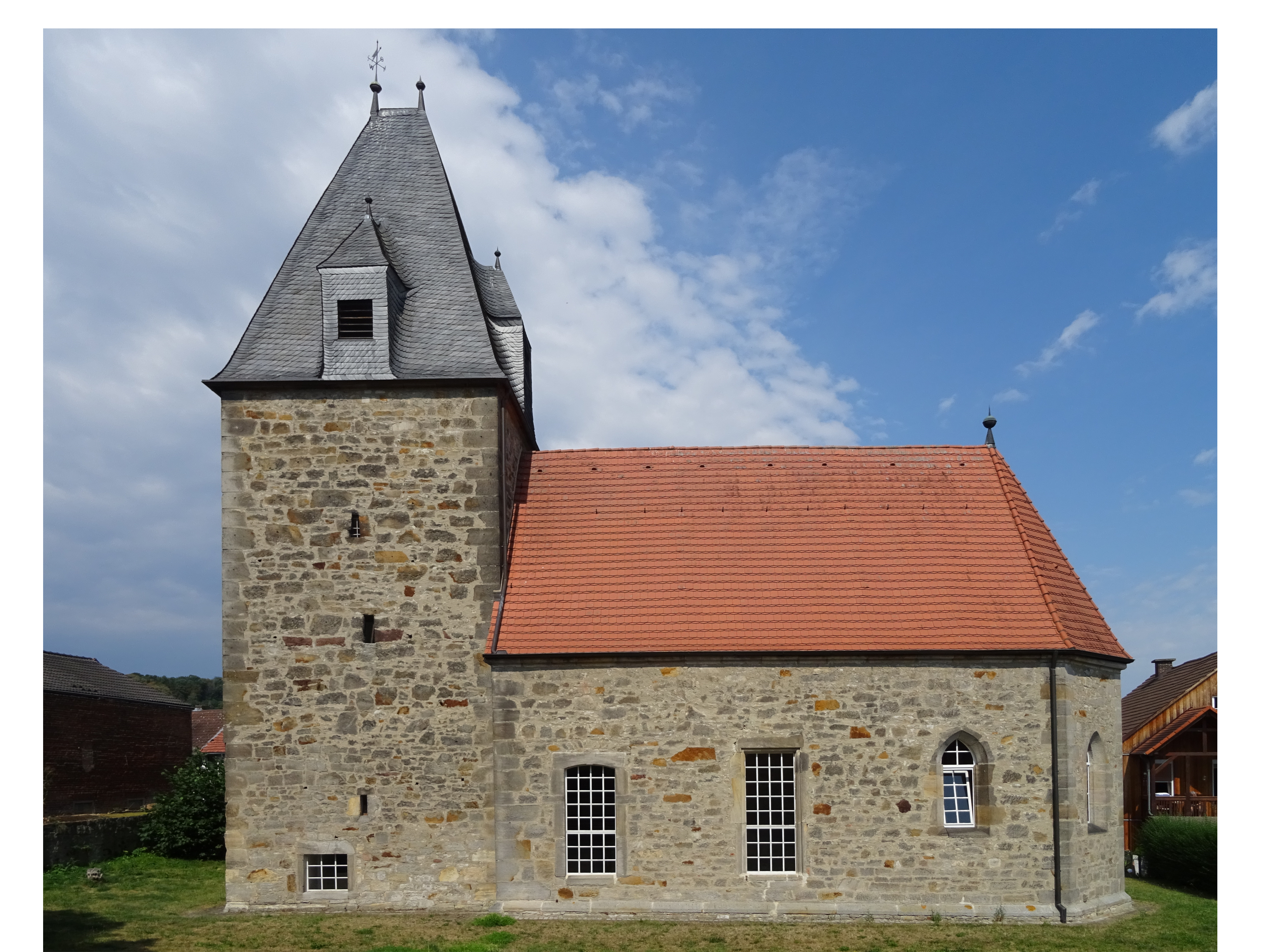
Evangelische Kirche in Wolfershausen

Die Evangelische Kirche Wolfershausen ist ein denkmalgeschütztes Kirchengebäude, das in Wolfershausen steht, einem Stadtteil der Stadt Felsberg im Schwalm-Eder-Kreis in Hessen. Die Kirchengemeinde gehört zum Kirchenkreis Schwalm-Eder der Evangelischen Kirche von Kurhessen-Waldeck.

## Beschreibung
Das Kirchenschiff der Saalkirche aus Bruchsteinen, das zwei Joche hat, und der Chor aus einem Joch mit einem dreiseitigen Abschluss wurden um das Jahr 1484 erbaut. Der quadratische Kirchturm stammt aus dem 12. Jahrhundert. Wie an den Schießscharten zu erkennen ist, gehörte er ursprünglich zu einer Wehrkirche, die aus den Ruinen der ehemaligen Burg gebaut wurde. Sein schiefergedecktes, steiles Walmdach mit vier Dachgauben erhielt er erst später. Der Innenraum wird von einem Kreuzrippengewölbe auf Konsolen überspannt. Ein spätgotisches Sakramentshaus und eine Piscina sind noch vorhanden. Die Kanzel wurde 1767 von Christian Marwehd errichtet. Eine Empore wurde auf der Nordseite 1660 eingebaut. Die Orgel, sie steht auf der Empore im Westen, wurde 1805 von Johann Dietrich Kuhlmann gebaut.